# Cal Sant (la Coma)
|  | Aquest article tracta sobre la masia de la Coma i la Pedra. Vegeu-ne altres significats a «Cal Sant». |

Cal Sant és una masia del poble de la Coma, al municipi de la Coma i la Pedra, a la Vall de Lord (Solsonès).